# Jorden skälver
Jorden skälver (italienska: La terra trema: Episodio del mare) är en italiensk dokumentärdramafilm från 1948 regisserad av Luchino Visconti.
Filmen började som ett projekt att filmatisera boken Familjen Malavoglia av Giovanni Verga. När Visconti kom till staden Aci Trezza i Sicilien insåg han att omgivningen inte förändrats nämnvärt sedan 1880-talet när boken utspelar sig. Visconti valde att använda amatörskådespelare från trakten.
Filmen nominerades till Guldlejonet på filmfestivalen i Venedig.